# Koster (øgruppe)
 Der er flere lokaliteter med dette navn, se Koster.
Koster er en øgruppe i Skagerrak lige ud for Strömstad på Sveriges vestkyst i Bohuslän.  Øgruppen består af en række øer og skær, herunder Nordkoster og Sydkoster, som er adskilt af Kostersundet, Ramsö og det tidligere bemandede fyrsted Ursholmen.  Fra Strömstad sejler der færger til øerne.
Øerne har en helårsbefolkning på cirka 300 personer, hvoraf cirka 240 bor på Sydkoster og cirka 60 på Nordkoster.  Om sommeren øges antallet af beboere til det tidobbelte.  Koster er de vestligste øer med helårsbefolkning i Sverige.  Sydkoster har et areal på 8 km² og Nordkoster 4 km².  Sydøen er grøn og løvrig, mens nordøen er gold og klippefyldt.
Frem til 1960'erne var fiskeri, i særdeleshed rejer, hovederhvervet.  I de seneste tyve år er mange tidligere rigt forekommende fiskearter helt næsten forsvundet, blandt andre torsk og fladfisk.  Makrel findes dog stadig, og optræder i stimer, når de jager brisling.
I de senere år er antallet af fritidhuse og turister øget kraftigt, hvilket har ført til krav om øget hensyn til miljøet.  Da Koster ligger tæt på Norge, er de også blevet et populært fritidsområde for befolkningen ved Oslofjorden.
Den 9. september 2009 planlægges indvielsen af Kosterhavets nationalpark, Sveriges første maritime nationalpark.
Koster er også kendt for bådtypen koster, der er en almuebåd med stævn i begge ender.

## Etymologi
I 1398 skrev man Nordkosters navn som nordr Kostom.  Det antages at navnet kommer af det oldnordiske kostir, som kan oversættes til spisestederne.

## Ekstern henvisning
- Hjemmeside om Koster

58°53′36″N 11°0′52″Ø / 58.89333°N 11.01444°Ø